# Ricardo Sanz (músico argentino)

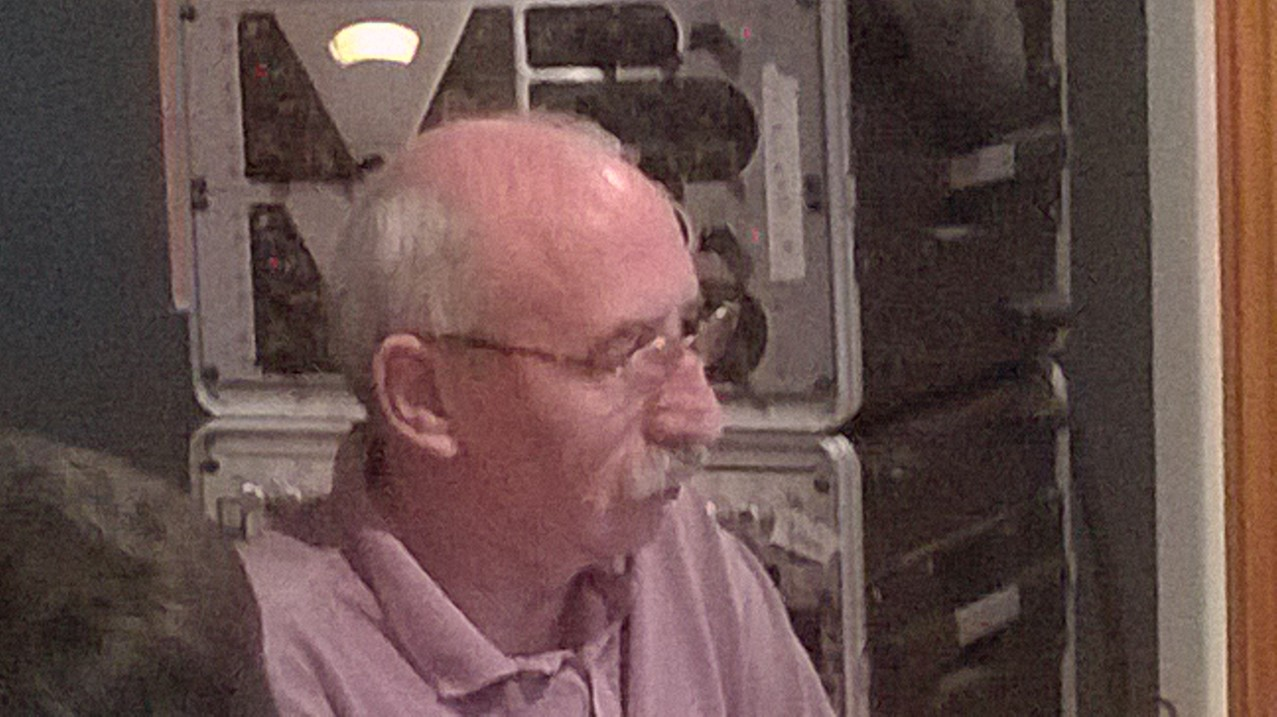

Ricardo Sanz (n. Buenos Aires, Argentina, 1952) es un destacado músico bajista compositor, técnico de sonido y productor musical argentino, intérprete de jazz, tango y folklore argentino. Entre los grupos que integró o formó se destacan el Octeto de Astor Piazzolla, la Banda Spinetta, La Banda, el Trío de Santiago Giacobbe. Es titular de Music & Tecnology, productora de música filial latinoamericana de la productora Musicwave.

## Biografía
En 1977 fue llamado por Astor Piazzolla para integrar su Octeto con el propio Piazzolla en bandoneón, Luis Ceravolo en batería, Osvaldo Caló en órgano, Tomás Gubitsch en guitarra, Gustavo Beytelmann en piano, Chachi Ferreira en flauta y Daniel Piazzolla en sintetizador y percusión. Con el Octeto grabó un recital en vivo en el teatro Olympia de París. Entre 1978 y 1981 formó parte del Trío de Santiago Giacobbe (piano) con Ceravolo en batería y entre 1979 y 1981 integró la Banda Spinetta, durante el período jazz rock de Luis Alberto Spinetta.
En 1979 Dino Saluzzi lo convoca a integrar su banda con la que edita el destacado álbum Bermejo, de fusión con la música folklórica.
En 1980 integró La Banda, banda formada por Rubén Rada al radicarse en Buenos Aires que interpretaba un sonido de fusión de los ritmos rioplatenses con el jazz y el rock, que también formaban Jorge Navarro (teclados), Luis Ceravolo (batería), Bernardo Baraj (saxo) y Benny Izaguirre (trompeta).
A partir de la década de 1990 reorienta su trabajo hacia la composición, los arreglos musicales y el trabajo técnico, produciendo grabaciones y temas para radio, cine y televisión, y música publicitaria.

## Discografía (Álbumes)
- 1977 - Olympia 77, Astor Piazzolla.
- 1980 - La Banda. Rubén Rada
- 1980 - Bermejo (en "Puna y soledad", "El cóndor pasa" y "De mis pagos"), Dino Saluzzi.
- 1981 - El libro de las pequeñas historias, Vivencia.
- 1983 - Ballotage, Andrés Boiarsky.
- 1990 - Cabernet Jazz, Cuatro & 4.